# Hearst (Ontario)
Hearst es una ciudad en la provincia canadiense de Ontario. Se encuentra en el norte de Ontario, en el Distrito de Cochrane, a unos 92 kilómetros (57 millas) al oeste de Kapuskasing, a unos 935 kilómetros (581 millas) al norte de Toronto y 520 kilómetros (320 millas) al este de Thunder Bay a lo largo de la carretera 11. En Hearst , la autopista 583 se extiende hacia el norte hasta Lac-Sainte-Thérèse y hacia el sur a Jogues, Coppell y Mead.
- Datos: Q2270394
- Multimedia: Hearst, Ontario / Q2270394